# Sphecodes vachali
Sphecodes vachali är en biart som beskrevs av Meyer 1920. Sphecodes vachali ingår i släktet blodbin, och familjen vägbin. Inga underarter finns listade i Catalogue of Life.